# Megan Boone
Megan Boone (Petoskey, 29 april 1983) is een Amerikaans actrice.

## Biografie
Boone werd geboren in Petoskey en groeide op in The Villages in een gezin van twee kinderen. Zij doorliep de high school aan de Belleview High School in Belleview waar zij in 2001 haar diploma haalde. Hierna haalde zij in 2005 haar bachelor of fine arts in acteren aan de School of Theatre, een onderdeel van Florida State University in Tallahassee.

## Filmografie

### Films
Uitgezonderd korte films.
- 2018 Family Games - als Sloane
- 2013 Welcome to the Jungle – als Lisa
- 2012 Step Up 4: Miami Heat – als Claire
- 2012 Leave Me Like You Found Me – als Erin
- 2012 About Cherry – als Jake
- 2010 H.M.S.: White Coat – als Nell Larson
- 2010 Sex and the City 2 – als Allie
- 2010 The Myth of the American Sleepover – als Kerri Sullivan
- 2009 My Bloody Valentine – als Megan
- 2007 The Mustachioed Bandit Meets His End – als Kate

### Televisieseries
Uitgezonderd eenmalige gastoptredens.
- 2013-2021 The Blacklist – als Elizabeth Keen – 174 afl.
- 2017 The Blacklist: Redemption - als Elizabeth Keen - 2 afl.
- 2014 Robot Chicken - als stem - 2 afl.
- 2013 Blue Bloods – als Candice McElroy – 2 afl.
- 2010-2011 Law & Order: Los Angeles – als assistente-officier van justitie Lauren Stanton – 7 afl.

- Biblioteca Nacional de España: XX5549629
- Bibliothèque nationale de France: cb16941388p (data)
- Gemeinsame Normdatei: 1060610647
- International Standard Name Identifier: 0000 0003 5762 5258
- Library of Congress Control Number: no2011164128
- MusicBrainz: 5137a2e6-c91c-45fc-9755-075c6f6c1646
- Nederlandse Thesaurus van Auteursnamen: 383804620
- Système universitaire de documentation: 183634551
- Virtual International Authority File: 187576824
- WorldCat: E39PBJmhR349BBCMrK8944xFKd